# Pulvinaria globosa
Pulvinaria globosa är en insektsart som beskrevs av Fonseca 1962. Pulvinaria globosa ingår i släktet Pulvinaria och familjen skålsköldlöss. Inga underarter finns listade i Catalogue of Life.